# 26 giorni della vita di Dostoevskij
26 giorni della vita di Dostoevskij (in russo Двадцать шесть дней из жизни Достоевского?, Dvadcat' šest' dnej iz žizni Dostoevskogo) è un film del 1981 diretto da Aleksandr Zarchi.

## Trama
Nell'ottobre del 1866 Dostoevskij deve consegnare in breve tempo il manoscritto di un nuovo romanzo all'editore Stelovskij. Su consiglio di amici, si avvale dei servizi di una stenografa, Anna Grigor'evna. Riesce così a completare Il giocatore e intanto tra i due nasce un profondo sentimento: l'anno dopo Anna divenne infatti la seconda moglie dello scrittore.